# Saison 2 de Facing Kate
Chronologie
Saison 1
Cet article présente la deuxième saison de la série télévisée Facing Kate (Fairly Legal).

## Distribution

### Acteurs principaux
- Sarah Shahi (VF : Céline Monsarrat) : Kate Reed
- Michael Trucco (VF : Guillaume Orsat) : Justin Patrick
- Virginia Williams (VF : Rafaèle Moutier) : Lauren Reed
- Baron Vaughn (en) (VF : Arnaud Arbessier) : Leonardo « Leo » Prince
- Ryan Johnson (en) : Ben Grogan[1]

### Acteurs récurrents et invités
- Esai Morales : D.A. Aaron Davidson (épisodes 1, 5, 10, 11, 13)
- Mark Moses : Bob[2] (épisode 1)
- Mark Margolis : Ian Saunders (épisodes 2 et 6)
- Barry Shabaka Henley : Agent Donovan[3] (épisode 2)
- Gerald McRaney (VF : Gérard Rinaldi) : juge David Nicastro (épisodes 3 et 9)
- Richard Keats : juge Becker (épisodes 8 et 11)
- Meat Loaf : Charles McKay[4] (épisode 9)
- Lloyd Owen : Robin Archer (épisodes 12 et 13)

## Épisodes

### Épisode 1:Retour en fanfare
- États-Unis : 16 mars 2012 sur USA Network[5]
- Québec : 17 avril 2013 sur AddikTV
- France : date inconnue

- États-Unis : 3,5 millions de téléspectateurs[6]

Ryan Johnson

### Épisode 2:Un choix difficile
- États-Unis : 23 mars 2012 sur USA Network
- Québec : 24 avril 2013 sur AddikTV

- États-Unis : 3,36 millions de téléspectateurs[7]

### Épisode 3:Les Deux fils du capitaine
- États-Unis : 30 mars 2012 sur USA Network
- Québec : 1er mai 2013 sur AddikTV

- États-Unis : 2,77 millions de téléspectateurs[8]

### Épisode 4:La Clé du scandale
- États-Unis : 6 avril 2012 sur USA Network
- Québec : 8 mai 2013 sur AddikTV

- États-Unis : 2,91 millions de téléspectateurs[9]

### Épisode 5:Un passé encombrant
- États-Unis : 13 avril 2012 sur USA Network
- Québec : 15 mai 2013 sur AddikTV

- États-Unis : 2,83 millions de téléspectateurs[10]

### Épisode 6:Apparences trompeuses
- États-Unis : 20 avril 2012 sur USA Network
- Québec : 22 mai 2013 sur AddikTV

- États-Unis : 2,92 millions de téléspectateurs[11]

### Épisode 7:Le Passé ressuscité
- États-Unis : 27 avril 2012 sur USA Network
- Québec : 29 mai 2013 sur AddikTV

- États-Unis : 2,55 millions de téléspectateurs[12]

### Épisode 8:Lueur d'espoir
- États-Unis : 4 mai 2012 sur USA Network
- Québec : 5 juin 2013 sur AddikTV

- États-Unis : 2,67 millions de téléspectateurs[13]

### Épisode 9:Embrasse-moi, idiote!
- États-Unis : 11 mai 2012 sur USA Network
- Québec : 12 juin 2013 sur AddikTV

- États-Unis : 1,88 million de téléspectateurs[14]

### Épisode 10:Mensonges et conséquences
- États-Unis : 18 mai 2012 sur USA Network
- Québec : 19 juin 2013 sur AddikTV

- États-Unis : 2,61 millions de téléspectateurs[15]

### Épisode 11:Les Prétendants
- États-Unis : 1er juin 2012 sur USA Network
- Québec : 26 juin 2013 sur AddikTV

- États-Unis : 2,52 millions de téléspectateurs[16]

### Épisode 12:Force majeure
- États-Unis : 8 juin 2012 sur USA Network
- Québec : 3 juillet 2013 sur AddikTV

- États-Unis : 2,65 millions de téléspectateurs[17]

### Épisode 13:Kate règle ses comptes
- États-Unis : 15 juin 2012 sur USA Network
- Québec : 10 juillet 2013 sur AddikTV

- États-Unis : 2,48 millions de téléspectateurs[18]